# PowerPC e300
De PowerPC e300 is een familie van 32-bit PowerPC-microprocessorkernen ontwikkeld door Freescale, voornamelijk voor gebruik in system-on-a-chip (SoC)-schakelingen met snelheden tot 667 MHz, waardoor ze ideaal zijn voor gebruik in embedded systems.
De e300 is een superscalaire RISC-kern met 16/16 of 32/32 kB L1-caches voor data/instructies (een zogenaamde Harvard-architectuur), een viertraps pipeline load/store-eenheid, systeemregisters, vertakkingsvoorspelling en integer-eenheid met optionele FPU met dubbele precisie. De e300-kern is volledig achterwaarts compatibel met de G2- en PowerPC 603e-kernen waarvan hij is afgeleid.
De e300-kern is het CPU-gedeelte van verschillende SoC-processors van Freescale:
- De MPC83xx PowerQUICC II Pro-familie van telecom- en netwerkprocessors
- De MPC51xx- en MPC52xx-familie van auto- en industriële besturingsprocessors[2]
- De MSC7120 GPON, een DSP voor optische netwerken[3]

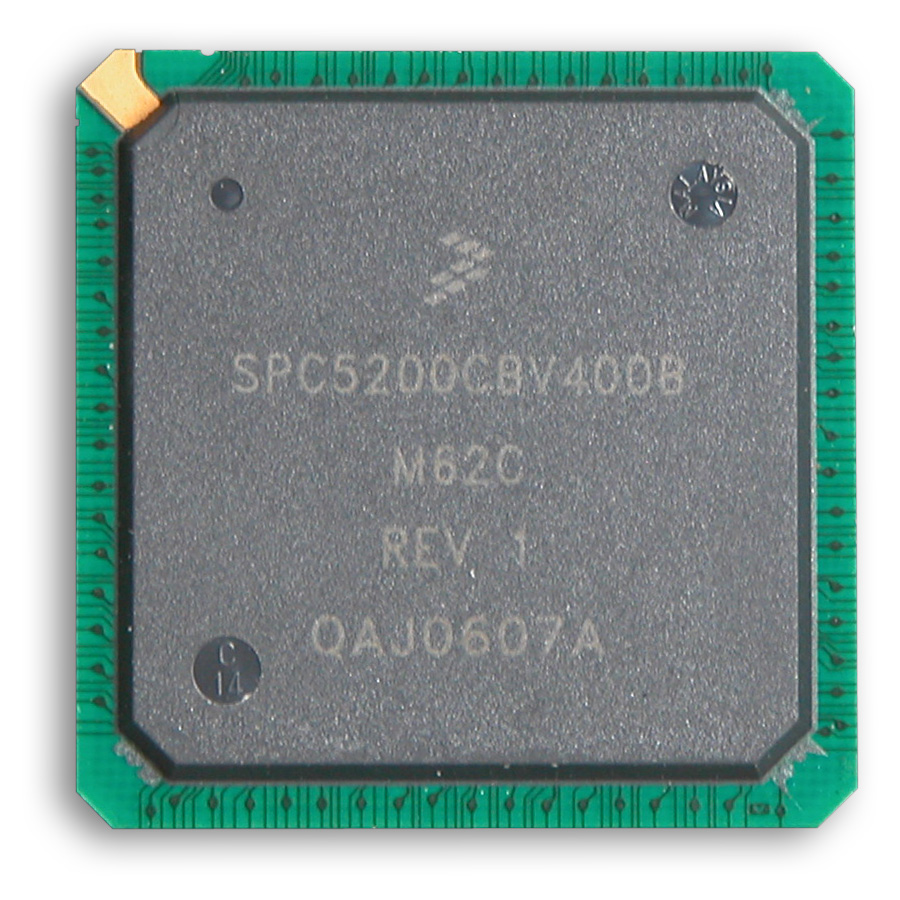
Een 400 MHz MPC5200 uit een EFIKA-computer